# Бакирша
Бакирша́ (каз. Бақырша) — село у складі Ариської міської адміністрації Туркестанської області Казахстану. Входить до складу Монтайтаського сільського округу.
Населення — 94 особи (2021; 120 у 2009, 105 у 1999, 335 у 1989).